# Mesosini
Tribu
Les Mesosini sont une tribu de coléoptères cérambycidés de la sous-famille des Lamiinae répandue surtout dans l'Asie tropicale avec presque 600 espèces.

## Description

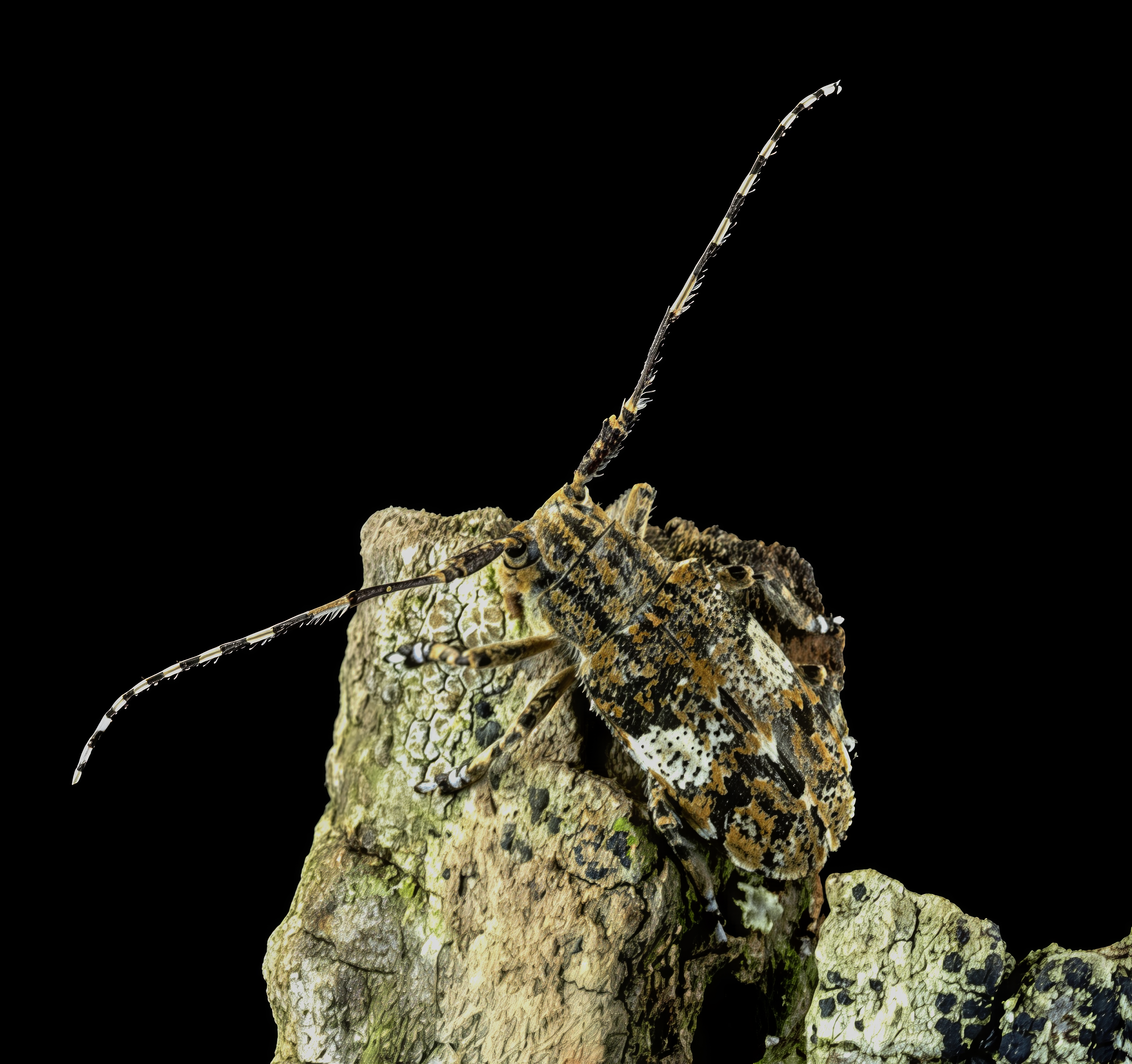
coloration mimétique de Mesosa nebulosa sur du bois

Les Mesosini sont caractérisés par un aspect plus ou moins trapu et aplati, une coloration généralement mimétique avec les écorces, mais  surtout le scape portant une carène (cicatrise) proéminente qui lui donne un typique aspect triangulaire

## Genres

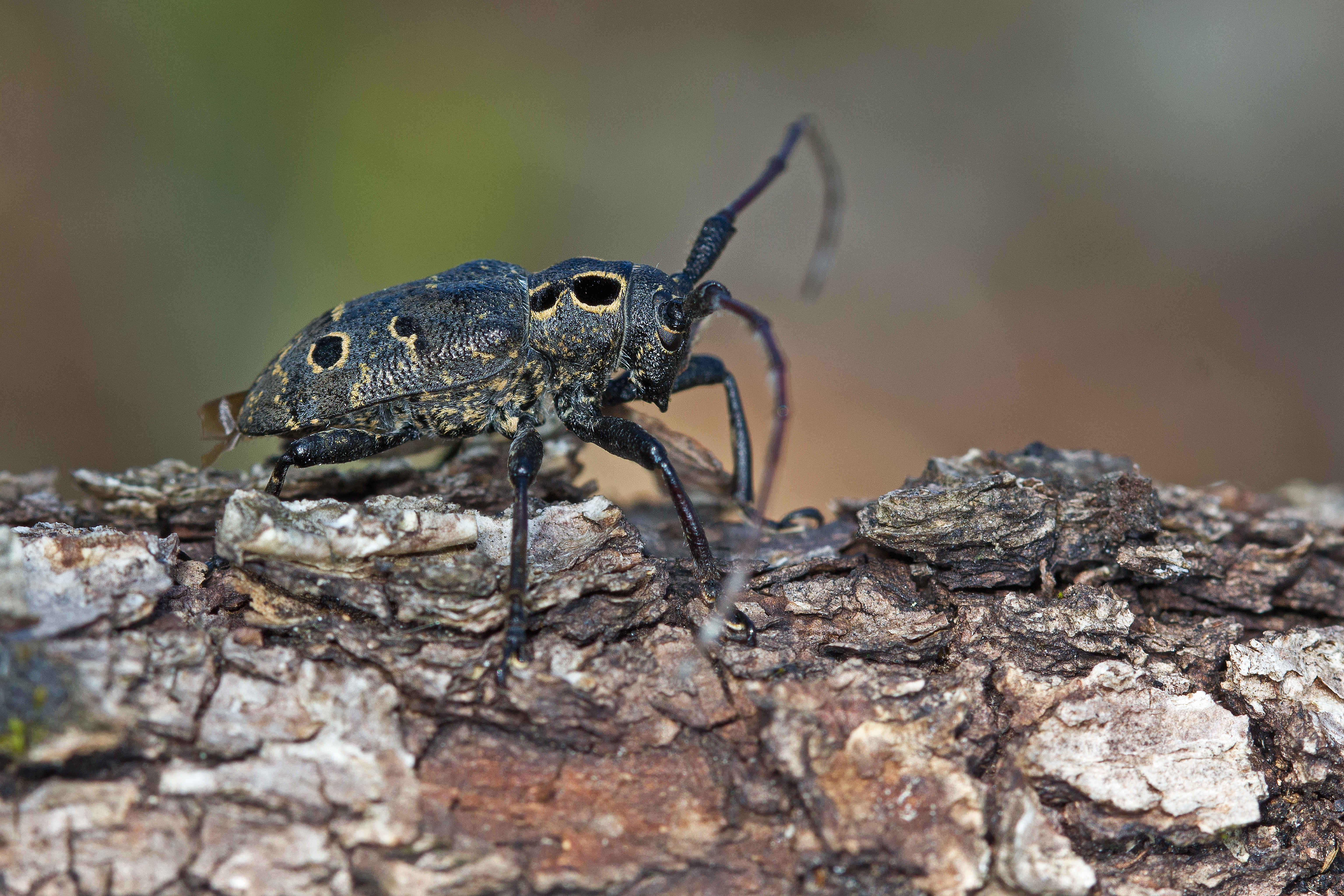
Mesosa curculionoides photographié à Martel

- Aemocia
- Aesopida
- AAgelasta
- Anagelasta
- Anancylus
- Anipocregyes
- Cacia
- Caciella
- Choeromorpha
- Clyzomedus
- Coptops
- Cristipocregyes
- Demodes
- Elelea
- Epimesosa
- Ereis
- Eurymesosa
- Falsocacia
- Falsomesosella
- Golsinda
- Hypocacia
- Leptomesosa
- Liosynaphaeta
- Mesocacia
- Mesoereis
- Mesoplanodes
- Mesosa
- Mesosaimia
- Metacoptops
- Metipocregyes
- Microcacia
- Mimagelasta
- Mimanancylus
- Mimocacia
- Mimosaimia
- Mnemea
- Mutatocoptops
- Pachyosa
- Paracaciella
- Paracoptops
- Paraereis
- Paragolsinda
- Paraplanodes
- Paripocregyes
- Planodes
- †Plesiomesosites
- Pseudipocregyes
- Pseudochoeromorpha
- Pseudoclyzomedus
- Pseudocoptops
- Pseudoplanodes
- Pseudozelota
- Silgonda
- Sorbia
- Spinipocregyes
- Stenomesosa
- Synaphaeta
- Syrrhopeus
- Therippia
- Trichomesosa
- Zelota

### Liste des genres présents en France
Les Mesosini françaises ne comprennent qu'un genre avec deux espèces seulement, :
- genre Mesosa Latreille, 1829
  - sous-genre Mesosa Latreille, 1829
    - Mesosa curculionoides (Linné, 1761)

  - sous-genre Aplocnemia Stephens, 1831
    - Mesosa nebulosa (Fabricius, 1781)